# Distrito de Bellavista (Callao)
El distrito de Bellavista es uno de los siete distritos que conforman la provincia constitucional del Callao, en el Perú. Limita al norte, con el distrito del Callao; al este, con el distrito de Lima, perteneciente a la provincia homónima; al sur, con el distrito de San Miguel, perteneciente a la provincia de Lima, y el distrito de La Perla; y al oeste, nuevamente con el distrito del Callao. 
Es el segundo distrito más antiguo de toda la provincia. Su elevación distrital se dio el 6 de octubre de 1915 mediante la ley 2141, la cual también creó el distrito de La Punta. Es un distrito residencial consolidado y carente de espacio para expansión, se pueden distinguir 4 zonas residenciales diferentes: Cercado de Bellavista (sector histórico); Ciudad del Pescador; Urb. Virú y aledaños; y Urb. San Joaquín - San José.

## Historia
La historia de Bellavista corre paralela con la del Callao. Su verdadero inicio ocurre con el terremoto y posterior maremoto del 28 de octubre de 1746. Este cataclismo destruyó por completo el puerto del Callao. Gobernaba por aquel entonces el Virreinato del Perú, Don José Antonio Manso de Velasco, Conde de Superunda, llamado posteriormente el "Virrey Restaurador" por sus hechos y obras constructivas. Él junto al almirante Tomás de Ugarte, comenzaron la construcción de la ciudad de Bellavista. El nuevo asentamiento fue elegido por el propio virrey en una localidad que tenía todas las características de seguridad para sus habitantes, y para que en el futuro se convirtiera en la nueva zona residencial y política, así como constituirse en un gran almacén del puerto debido a su ubicación estratégica. Para tan responsabilidad, el Virrey Manso de Velasco contrató al ingeniero francés Louis Godin, quien se había establecido en Lima como catedrático de matemática en la Universidad Nacional Mayor de San Marcos. El Virrey escogió los terrenos del fundo La Soledad de Doña Fructuosa Figueroa y Zavala Vda. de Aguilar y las rancherías de San Judas y San Diego, un área aproximada de 300, 000 varas cuadradas por valor de 13,160 pesos, pagados ante Don Juan Bautista y Tenorio escribano de su Majestad y Teniente del Consulado. La restauración del Callao implicaba un serio problema por los cortos plazos. Godin elaboró un plan integral que comprendía, además de la consolidación de las fortalezas, el planeamiento de un puerto moderno. El Virrey en persona inspeccionaba el avance de las obras y era acompañado en sus visitas por el ingeniero Godin y sus más cercanos colaboradores. El Conde de Superunda tenía en mente construir una ciudad planificada; elegir el mejor espacio y escoger los mejores técnicos y vecinos. Y así se cumplió. Posteriormente la acción benefactora fue asumida por el jefe de la Escuadra Real Armada, almirante Tomás Ugarte.

### El devenir de Bellavista
En 1614 se funda la primera escuela chalaca, construida por los jesuitas para la instrucción de los niños chalacos. Adquirió gran prestigio y en 1759 poco después del terremoto, se convirtió en escuela gratuita. El Real Hospital de Bellavista se funda en 1770 y es administrado por la Congregación de Belén. En este centro de salud se brindaba atención preferente a los tripulantes de los buques que acoderaban en el Puerto del Callao, por esta razón fue conocido como el “Hospital de Marineros". Posteriormente, en los años 1823 y 1824, Bellavista se constituyó en el centro de operaciones para desalojar a los realistas de la fortaleza del Real Felipe, que con el brigadier Rodil se empezaron en una resistencia. El 20 de agosto de 1836, durante el gobierno del Mariscal Santa Cruz; elevó a categoría de Gobierno Litoral al caserío de Bellavista, en análogas condiciones que el Callao delimitando sus territorios. En la Guerra del Pacífico, los bellavisteños integraron los batallones Guardia Chalaca y Guardia de Marina, que lucharon en los reductos de San Juan y Miraflores, en enero de 1881. Bellavista fue cuna de la primera Escuela Naval del Perú, que pasó posteriormente a La Punta. De otro lado, funcionó la primera Aduana del Callao.

### Bellavista Distrito
El 6 de octubre de 1915, durante del gobierno del presidente José Pardo y Barreda, se promulgó la Ley N.º 2141, por la cual se eleva a la categoría de distrito el caserío de Bellavista otorgándose la autonomía comunal. El 21 de octubre de 1915, fue instalado el primer Concejo Municipal presidido por el alcalde Eduardo García Calderón; síndicos Víctor Battifora y Fernando Modenessi y como regidores Víctor Fallaque, Alfredo Habendak, Favio Reynoso y, como diputado distrital ante el Concejo Provincial el Dr. Favio Reynoso. Bellavista se extiende sobre cuatro kilómetros cuadrados y medio, en una planicie de la Provincia Constitucional del Callao, motivo por el cual es considerada como refugio natural en caso de un desastre natural. De otro lado, en el distrito de Bellavista se ubica la Ciudad Universitaria de la Universidad Nacional del Callao, los hospitales: Daniel A. Carrión (fundado de los antiguos Hospitales Base del Callao y del Hospital de Mujeres San Juan de Dios de la Universidad Nacional Mayor de San Marcos), Naval, Hospital de Rehabilitación del Callao (ex Instituto Nacional de Rehabilitación), Hospital Nacional Alberto Sabogal de Essalud (fundado del antiguo Hospital de Bellavista), la Dirección Regional de Educación del Callao, la Dirección de Salud del Callao, el Obispado del Callao, los Colegios Profesionales de Periodistas, Abogados, Odontólogos, Ingenieros y Economistas del Callao, entre otras instituciones públicas y privadas.

## Ubicación
El distrito es uno de los pocos de la metrópoli en poseer una forma regular, pues se presenta como un rectángulo cuya base inferior está alineada con el eje de la Av. Venezuela y su prolongación natural la Av. José Gálvez, limitando esta vía con el distrito de La Perla y el distrito limeño de San Miguel. Al norte, la base superior alineada con la Av. Óscar R. Benavides (antes Av. Colonial) y su prolongación la Av. Sáenz Peña, representando el límite norte con el distrito del Callao, distrito con el que también limita al oeste en el Jr. Andrés Santiago Vigil. Por el este, se extiende hasta el Hospital Centro Médico Naval "Santiago Távara" o perímetro oeste de la Universidad Nacional Mayor de San Marcos, el cual da inicio a la Provincia de Lima y específicamente al distrito del Cercado de Lima; y no posee salida al mar, siendo su punto más cercano a este, la intersección del Jr. Vigil con la Av. José Gálvez.

## Sociedad
Este distrito es sede de dos importantes hospitales, uno controlado por el MINSA ("Daniel Alcides Carrión") y otro por ESSALUD ("Alberto Sabogal Sologuren"). En su territorio también se encuentra la sede de la Universidad Nacional del Callao.
Entre sus principales clubes sociales peruanos se encuentra el Club de Tiro Bellavista. También destaca el Mall Aventura Plaza Bellavista, centro comercial que cuenta con diversos establecimientos como el hipermercado Tottus, una tienda para el mejoramiento del hogar como Sodimac, dos tiendas por departamento como Ripley y Saga Falabella y varias tiendas menores y entidades financieras. Aparte, el distrito cuenta con dos hipermercados Plaza Vea y un supermercado Metro, además de varias entidades financieras.

## Autoridades

### Municipales
- 2023-2026[3]
  - Alcalde: Alexander Miguel Callán Callán, de Contigo Callao.
  - Regidores:

  1. Alfonso Alcides Inocente Huarac
  2. Julio Martin Cordova Osorio
  3. Andrea Alejandra Vega Marin
  4. Juan Pablo Rumiche Ayala
  5. Silvia Maria Pereyra Zapata
  6. Victor Rafael Valdivieso Velasquez
  7. Rosa Elena Ramos Tello
  8. Felix Enrique Morales Ubillus
  9. Gregory German Caceres Cordova

## Festividades
- Septiembre:  Señor Crucificado de Bellavista (Patrón del Distrito), se venera en la Iglesia de San José.

## Galería

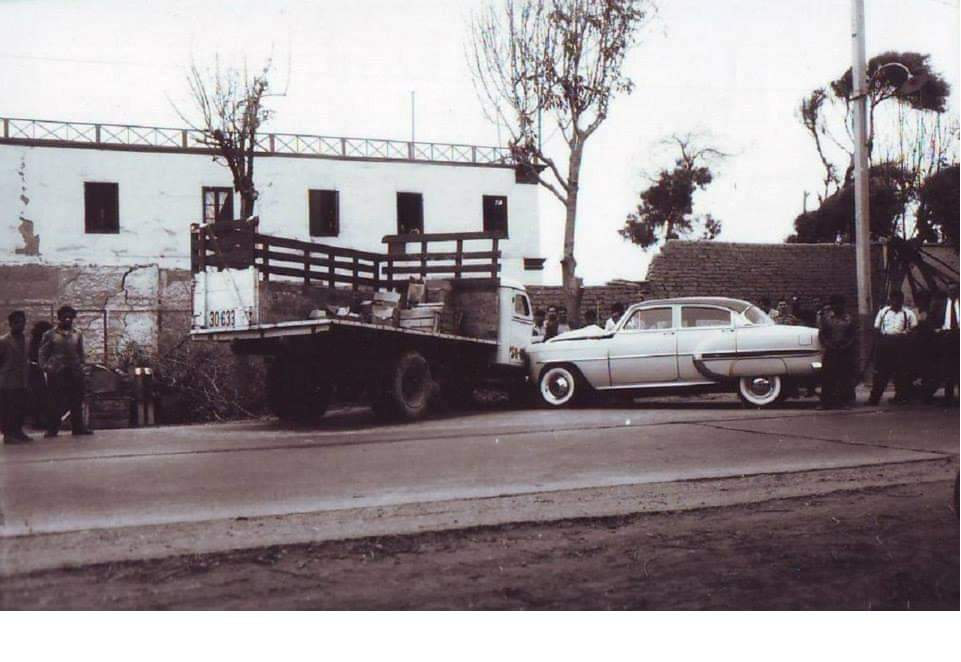
Choque en Hacienda Aguilar
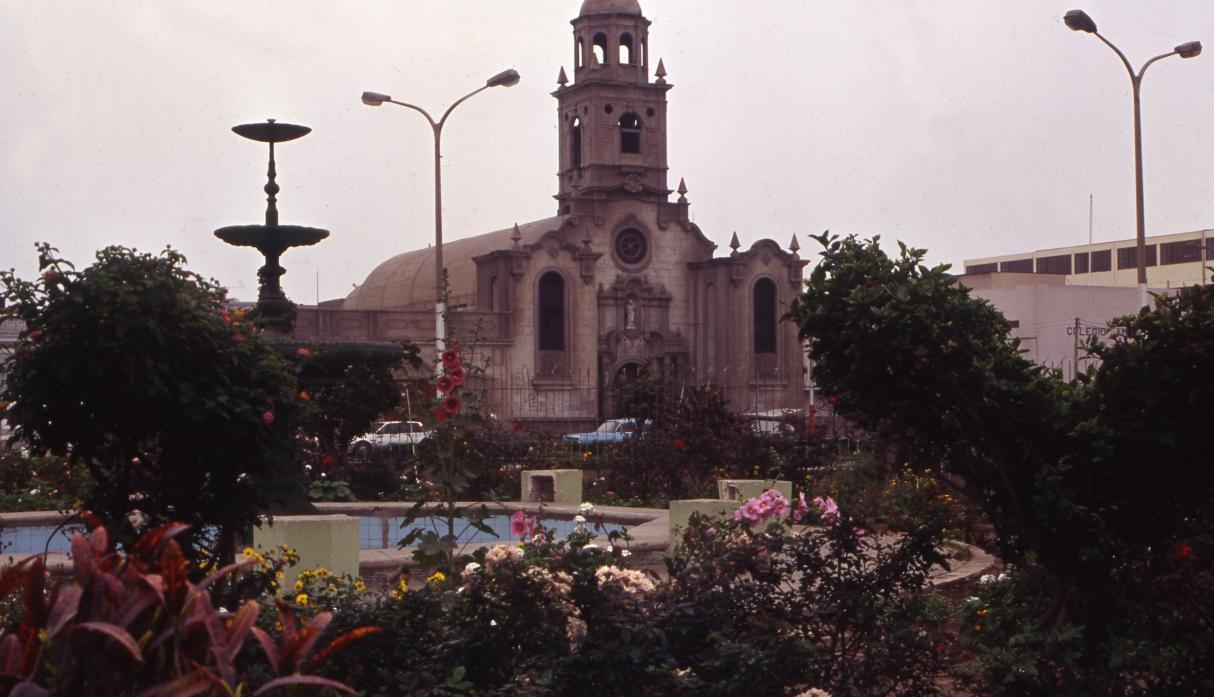
Iglesia San José de Bellavista